# Palas (gigante)
Palas (em grego: Πάλλας), na mitologia grega, era um dos Gigantes nascidos a partir do sangue derramado sobre Gaia quando Cronos castrou seu pai, Urano. Palas enfrentou Atena durante a Gigantomaquia, batalha durante o qual a deusa o matou e transformou sua pele num escudo (a Égide).  por vezes é descrito como tendo a forma semelhante a um bode.